# Gretchen
Maria Odete Brito de Miranda, dite Gretchen, est une chanteuse et actrice brésilienne, née le 29 mai 1959 à Rio de Janeiro. Elle est parfois surnommée « Rainha do Bumbum » (littéralement « Reine du popotin »).

## Discographie

### Albums
- 1979 : My Name is Gretchen
- 1981 : You and Me
- 1982 : Lonely
- 1983 : Gretchen
- 1987 : Latino Americana
- 1988 : Gypsy
- 1991 : Cheiro & Chamego
- 1993 : Vem Me Ver
- 1995 : Sexy Charme Dance
- 1996 : Jesus Dance
- 1997 : A Nova Gretchen
- 2000 : La Pasión
- 2001 : Me Deixa Louca
- 2009 : De Conga a Coração: Gretchen canta Dorgival Dantas

## Filmographie

### Télévision
- 2010: Troca de Família 4
- 2012: A Fazenda 5
- 2016: Power Couple Brasil 1
- 2022: The Masked Singer Brasil 2
- 2016: Power Couple Brasil 7